# Andriake

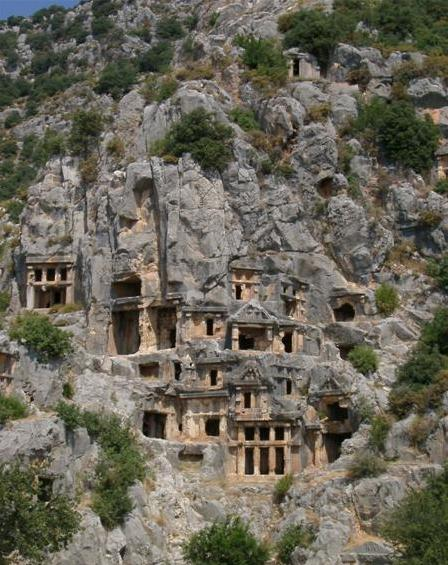
Tumbas rupestres en Mira.

Andriake o Andríaca (griego antiguo: Ἀνδριάκη) fue una ciudad y el puerto de la antigua ciudad de Mira en Licia. Se encuentra en el moderno distrito de Demre de la provincia de Antalya, en el suroeste de Turquía.

## Historia
Andriake es mencionada por Ptolomeo; y Plinio el Viejo señala a "Andriaca civitas, Myra", como ciudad que está en Licia (v. XXVIII).
Apiano (B.C. iv. 82) dice que en el 42 a. C. Léntulo fue enviado por Bruto para recaudar dinero y tuvo que romper la cadena que defendía la entrada al puerto, y remontó el río hasta Mira. Beaufort (Karamania, p. 26) da el nombre de Andráki al río de Mira.
Parece claro que Andriake es el puerto del río sobre el que se alzaba Mira, 20 estadios más arriba (Estrabón. p. 666). Debió de ser en Andriake, como observa Cramer, donde en el año 59, San Pablo y sus compañeros prisioneros fueron embarcados en la nave alejandrina que navegaba hacia Roma para ser juzgado. (Hechos, xxvii. 5, 6.)
Al norte de la entrada se encuentran las ruinas de un antiguo horreum romano, para almacenar grano, con una inscripción en perfecto estado que indica que  construido por el emperador Adriano hacia 119, donde la fecha corresponde con su tercer consulado. Otro granero similar fue construido también en Patara, otro puerto clave para el transporte de cereales desde Egipto a la península itálica o a Constantinopla.

## Museo
El yacimiento cuenta con el Museo de las Civilizaciones Licias, instalado en el antiguo horreum.